# Ken Stringfellow
Ken Stringfellow, född Kenneth Stuart Stringfellow 30 oktober 1968 i Hollywood, Kalifornien, är en amerikansk kompositör, sångare och gitarrist.
Stringfellow är känd som medlem i den alternativa rockgruppen The Posies. Han är också sångare i The Disciplines, tillsammans med medlemmar från det norska bandet Briskeby, som 2008 gav ut debutalbumet Smoking Kills. Han har även spelat med R.E.M., både live och i studio, ingått i en senare uppsättning av bandet Big Star och släppt några album som soloartist. Albumet Soft Commands är delvis inspelat i Studio 44 i Stockholm.
Sedan 2005 har Stringfellow i allt högre grad engagerat sig i produktion och komponerat filmmusik och strängarrangemang. Han har producerat album för Damien Jurado, The Long Winters och Carice van Houten.

## Diskografi (urval)
Soloalbum
- 1997 – This Sounds Like Goodbye
- 2001 – Touched
- 2004 – Soft Commands
- 2008 – The Sellout Cover Sessions Vol. 1
- 2012 – Danzig In The Moonlight
- 2014 – I Never Said I'd Make It Easy: a Ken Stringfellow Collection

Album med The Posies
- 1988 – Failure
- 1990 – Dear 23
- 1993 – Frosting on the Beater
- 1996 – Amazing Disgrace
- 1998 – Success
- 2000 – In Case You Didn't Feel Like Plugging In
- 2000 – Alive Before the Iceberg
- 2000 – At Least, At Last (Box Set)
- 2000 – Dream All Day: The Best of the Posies
- 2001 – Nice Cheekbones and a Ph.D.
- 2005 – Every Kind of Light
- 2010 – Blood/Candy
- 2016 – Solid States

Med Big Star
- 1993 – Columbia: Live at Missouri University 4/25/93
- 2003 – Big Star Story
- 2005 – In Space

Album med R.E.M.
- 1999 – Man on the Moon (soundtrack)
- 2001 – Reveal
- 2003 – In Time: The Best of R.E.M. 1988–2003
- 2003 – Perfect Square
- 2004 – Around the Sun
- 2007 – R.E.M. Live

Med Sunbourne Rd
- 2021 – Hollywood Breakdown (on Rembetika digital EP)